# Der sanfte Lauf
Pour plus de détails, voir Fiche technique et Distribution.
Der sanfte Lauf est un film allemand réalisé par Haro Senft (en), sorti en 1967.

## Fiche technique
- Titre français : Der sanfte Lauf
- Réalisation : Haro Senft (en)
- Scénario : Haro Senft (en) et Hans Noever
- Photographie : Jan Čuřík (en)
- Musique : Erich Ferstl
- Pays d'origine : Allemagne de l'Ouest
- Format : Noir et blanc - Mono
- Genre : drame
- Durée : 89 minutes
- Date de sortie : 1967

## Distribution
- Bruno Ganz : Bernhard Kral
- Verena Buss (de) : Benedikt, Johanna
- Wolfgang Büttner : Richard Benedikt
- Lia Eibenschütz : Gertrud Benedikt
- Hans Putz (en) : Wolf Kamper
- Dany Mann (de) : Susanne Kamper
- Jan Kačer : Stefan
- Nina Divíšková (en) : Vera